# Fondation Heydar-Aliyev
 (avril 2019).
Pour les articles homonymes, voir HAF.

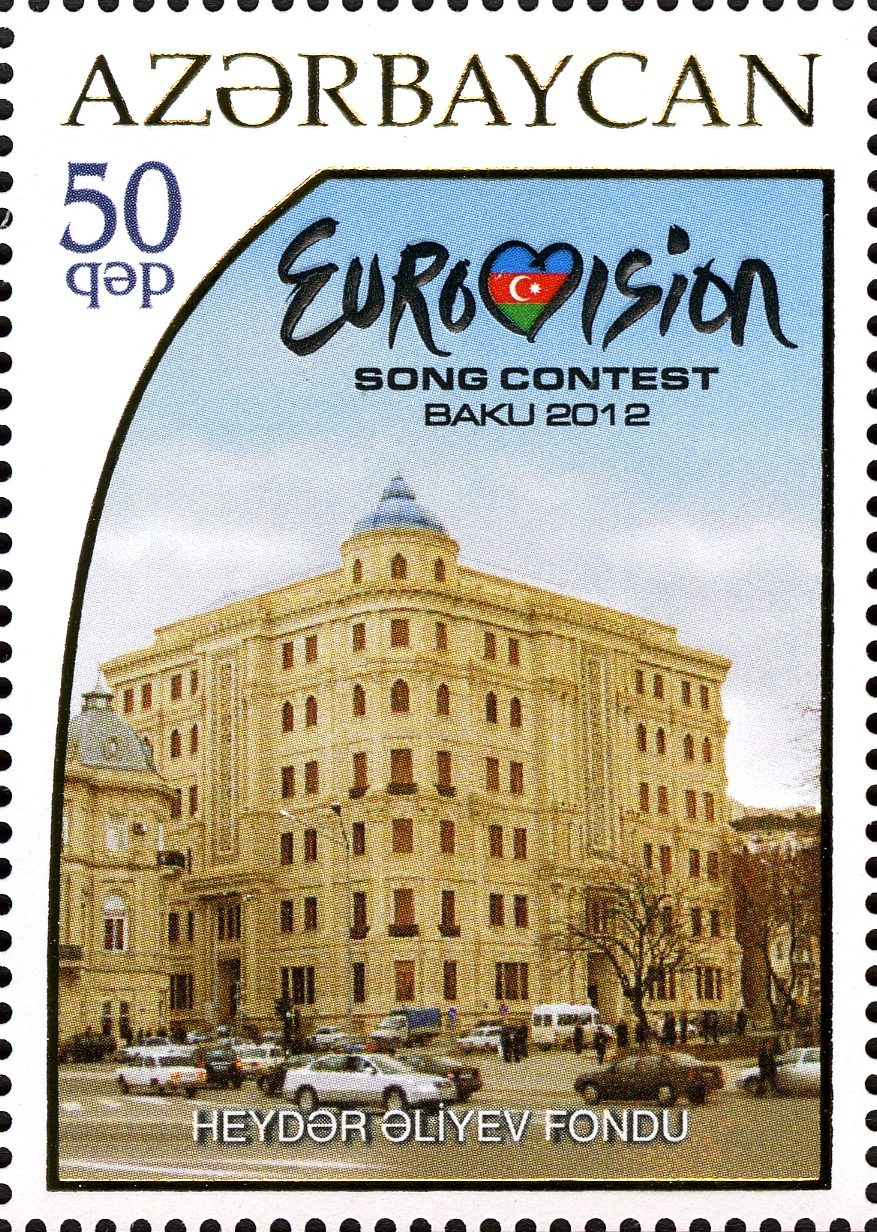
Le siège de la fondation représenté
sur un timbre-poste azerbaïdjanais de 2012.

La Fondation Heydar Aliyev (en azéri : Heydər Əliyev Fondu ou HAF) est une importante fondation caritative privée fondée en 2004 dont le siège est à Bakou, en Azerbaïdjan. Officiellement non gouvernementale, la fondation est de fait dirigée par la famille Aliyev et se voit critiquée pour être un des instruments de la diplomatie du caviar, système de corruption mis en place par l'Azerbaïdjan à l'international. 

## Historique
La Fondation Heydar Aliyev est créée en 2004 par Ilham Aliyev en mémoire de l'ancien président de la république d'Azerbaïdjan Heydar Aliyev, père du précédent. Elle se donne pour objectif de promouvoir la richesse du patrimoine immatériel et culturel du pays, y compris sa diversité.

## Fonctionnement
Mehriban Aliyeva, épouse d'Ilham Aliyev, est la présidente de la fondation depuis sa création. Elle représente officiellement la fondation, la dirige et est chargée de choisir les objectifs prioritaires et les programmes mis en place. Sa fille, Leyla Aliyeva, en est la vice-présidente.
Au début des années 2010, la Fondation Heydar Aliyev est la plus importante organisation non gouvernementale et non commerciale d'Azerbaïdjan.

## Activités

### Évènements culturels
La Fondation Heydar Aliyev est très active dans l'organisation de festivals musicaux en Azerbaïdjan, notamment le Festival de musique de Gabala, Le Monde du mugham et le Festival international de musique Uzeyir Hajibeyov.

### Restauration du patrimoine
L'une des principales activités de la Fondation Heydar Aliyev est l'aide financière à la restauration de monuments historiques en Azerbaïdjan et à l'international.
En France, la fondation participe au financement de la restauration des vitraux de la cathédrale de Strasbourg et de certaines installations du château de Versailles. En juin 2012, la fondation et le Vatican signe un accord pour une aide à la restauration de la nécropole romaine.
En 2016, la fondation participe à la restauration de 50 monuments religieux, historiques et culturels en Azerbaïdjan. Dans le même temps, la fondation participe à la restauration de plus de 40 monuments religieux et culturels dans différents pays et villes du monde.

## Instrument d'influence
La Fondation Heydar Aliyev sert directement la stratégie de lobbying et de corruption de l'État azerbaïdjanais à l'étranger, nommée diplomatie du caviar. Elle finance ainsi en France l'Association des Amis de l'Azerbaïdjan (AAA) qui regroupe des élus français favorables au régime. « Pour promouvoir l’Azerbaïdjan, l’AAA n’hésite pas à inviter des parlementaires à des courses de Formule 1 à Bakou », écrit Le Monde, précisant que les sénateurs Éric Doligé et Alain Vasselle se sont ainsi rendus en Azerbaïdjan en 2016, suivis l'année suivante par Rachida Dati et Alain Houpert, directement invités par le pouvoir azéri. La Fondation Heydar Aliyev, quant à elle, finance directement et à grands frais la restauration d'édifices religieux chrétiens, mais aussi le département des arts islamiques du musée du Louvre (à hauteur d'un million d'euros) ou encore le château de Versailles. La fondation finance également des projets plus discrets, comme la rénovation d'églises et de monuments dans les circonscriptions d'élus membre de l'AAA.
Selon Le Point, Mehriban Aliyeva, à l'aide des fonds de la Fondation Heydar Aliyev qualifiée de « caisse noire familiale », organise de somptueuses réceptions et dîners à Paris. En 2014, les personnalités du monde de la culture Gérard Depardieu, Alain Delon et Patrick Bruel y sont ainsi aperçus tandis que les élus Claude Goasguen, Rachida Dati, Jean-François Mancel et Aymeri de Montesquiou partagent la table de la Première dame d'Azerbaïdjan.